# Круглоголовка зайсанська
Круглоголовка зайсанська (Phrynocephalus melanurus) — вид ящірок родини агамових (Agamidae). Один із 37 видів роду. Ендемік Казахстану. Мешканець піщаних і глинястих пустель. 

## Опис
Загальна довжина сягає до 15 см. Дуже близький до Phrynocephalus versicolor і Phrynocephalus guttatus. Відсутні пахвові плями. Молоді особини добре відрізняються від інших видів інтенсивно-помаранчевим забарвленням нижньої сторони хвоста.

## Поширення
Ендемік Казахстану. Мешкає в південно-західній, північній та східній частині узбережжя озера Зайсан. У Буконських пісках і пустелі Айгиркум відомі ізольовані популяції цього виду.

## Спосіб життя
Полюбляє чагарниково-дереново-злакові бархани-горбисті піски з досить великою площею відкритих піщаних просторів на аллювіальній терасовій рівнині. Живе переважно у міжбарханних пониженнях, біля основи великих барханів з домішкою щебеню і гальки, порослих полином, ефедрою, терескеном, чингиля, джузгуном і кандимом. Зустрічається на такирах і засолених ґрунтах. 
Активна вдень. Влітку активні протягом всього світлого часу доби, залишаються на поверхні до настання сутінок. Активні до середини жовтня. Добре лазять по кущам не вище 25—30 см. Риють нори завдовжки 28 см і глибиною від 10 до 23 см, трапляються в норах гризунів (іноді спільно з ящіркою прудкою та ящуркою різнобарвною).
Це яйцекладна ящірка. Статева зрілість настає на 2 році життя. Самиця відкладає 1—3 яйця наприкінці червня.